# J. Gregory Dash
Jay Gregory Dash (* 28. Juni 1923 in New York City; † 28. November 2010) war ein US-amerikanischer Experimentalphysiker (Oberflächenphysik).

## Leben
Dash studierte am City College of New York mit dem Bachelor-Abschluss 1944. Im Zweiten Weltkrieg war er Radartechniker der US-Navy im Pazifik. Nach dem Krieg setzte er sein Studium an der Columbia University fort mit dem Master-Abschluss 1949 und der Promotion bei Henry Boorse 1951. Danach war er bis 1960 im Los Alamos National Laboratory, wo er unter anderem an der ersten direkten Messung der Wärme-Mischung von supraflüssigem Helium 3 und 4 beteiligt war. 1961 wurde er Associate Professor und 1963 Professor an der University of Washington. 2003 wurde er emeritiert, blieb aber weiter aktiv.
1961 bis 1964 war er Berater von Boeing. 1974/75 war er Gastprofessor am Technion und 1977/78 an der Universität Aix-Marseille.

## Werk
In seiner Dissertation und auch später befasste er sich viel mit supraflüssigem Helium.
An der University of Washington untersuchte er zunächst Adsorption von Gasen wie Helium auf Oberflächen, wobei das Problem darin lag, genügend saubere, glatte Oberflächen zu präparieren. Erste Versuche mit gesintertem Kupfer und Argon-beschichtetem Kupfer schlugen fehl, da sich gleich zweidimensionale feste Anlagerungen bildeten. Erst als sein Student Michael Bretz (Dissertation 1971) eine Graphit-Beschichtung verwendete, gelang die Beobachtung zweidimensionaler Gasadsorbate auf der Oberfläche, was sich dadurch erkennen ließ, dass sich die Wärmekapazität des Heliums für hohe Temperaturen der Boltzmannkonstante näherte. Er fand Unterschiede zwischen He3 und He4 im Verhalten als zweidimensionale Quantengase. und er untersuchte die Form des Phasenübergangs. Später zeigte sich, dass der Übergang von Ordnung zu Unordnung in Heliumfilmen auf Graphit einem 3-Zustands-Potts-Modell (statt einem einfachen Ising-Modell) entsprach.
Er untersuchte danach den Übergang von zweidimensionalen zu dreidimensionalen Substraten an der Oberfläche, Benetzung von Oberflächen (insbesondere Bildung von Flüssigkeitsfilmen auf Festkörperflächen aus der Dampfphase am Tripelpunkt) und Wachstum von Oberflächenfilmen, Schmelzen von Oberflächen und Änderung der Oberflächeneigenschaften von Kristallen beim Schmelzen. Dabei untersuchte er auch die für Anwendungen (wie Frosthub) interessante Bildung von Wasserfilmen auf Eis.

## Ehrungen und Mitgliedschaften
1957/58 war er Guggenheim Fellow an der Universität Cambridge. 1985 erhielt er den Davisson-Germer-Preis für Pionieruntersuchungen zur Struktur und den thermodynamischen Eigenschaften zweidimensionaler Gase, Flüssigkeiten und Festkörper (Laudatio).

## Schriften (Auswahl)
Außer die in den Fußnoten zitierten Arbeiten.
- Superfluid Dynamics of Liquid He II, Physical Review, Band 94, 1954, S. 1091–1096.
- Films on Solid Surfaces: The Physics and Chemistry of Physical Adsorption, Elsevier, 1975, 2012
- Helium films from two to three dimensions, Physics Reports, Band 38, 1978, S. 177–226.
- Surface melting, Contemporary Physics, Band 30, 1989, S. 89–100.
- Melting from 1 to 2 to 3 dimensions, Contemporary Physics, Band 43, 2002, S. 427–436
- mit M. Schick, O. E. Vilches: Phases of helium monolayers: search and discovery, Science, Band 299/300, 1994, S. 405–411
- History of the search for continuous melting, Reviews of Modern Physics, Band 71, 1999, S. 1737–1743